# Andreas Stylianou (Taekwondoin)
Andreas Stylianou (* 22. April 1985) ist ein zyprischer Taekwondoin, der im Schwergewicht startet.
Seine ersten internationalen Titelkämpfe bestritt Stylianou bei der Juniorenweltmeisterschaft 2002 in Iraklio und im folgenden Jahr im Erwachsenenbereich bei der Weltmeisterschaft 2003 in Garmisch-Partenkirchen, er musste jedoch Auftaktniederlagen hinnehmen. Auch in den folgenden Jahren konnte er bei Titelkämpfen keine Auftaktkämpfe gewinnen, erste Erfolge stellten sich erst mit dem Viertelfinaleinzug bei der Europameisterschaft 2010 in Sankt Petersburg ein. Seinen sportlich bislang größten Erfolg feierte Stylianou bei der Weltmeisterschaft 2011 in Gyeongju, wo er im Schwergewicht über 87 Kilogramm überraschend ins Halbfinale einzog und mit Bronze seine erste internationale Medaille gewann. Bei der Europameisterschaft 2012 in Manchester erreichte Stylianou erneut das Viertelfinale.